# SPX
Протокол SPX (англ. sequenced packet exchange) — протокол транспортного уровня модели OSI в стеке протоколов IPX/SPX. Для передачи данных требуется установка соединения. Предназначен для последовательного обмена пакетами. Аналог протокола TCP из стека TCP/IP. Работает поверх протокола IPX — протокола сетевого уровня. На уровне протокола SPX достоверность (надёжность) передачи информации резко возрастает. При неверной передаче пакета выполняется его повторная передача.
Протокол SPX используется для гарантированной доставки пакетов в той последовательности, в которой они передавались передатчиком.
Стек протоколов IPX/SPX был разработан компанией «Novell» для её проприетарной сетевой ОС NetWare.

## Использование SPX в DOS
Для использования SPX под DOS необходимо знать:
- формат пакета SPX (является расширением пакета IPX);
- структуру блока управления SPX (совпадает с блоком управления IPX);
- функции SPX.

Основные функции драйвера SPX делятся на 5 групп:
- функция проверки загрузки драйвера SPX;
- функции установления канала связи;
- функции для приёма и передачи пакетов;
- функции разрыва канала связи;
- функция проверки состояния канала связи.

## Использование SPX в Windows
Для использования SPX в ОС Windows можно воспользоваться механизмом сокетов. Сокет должен создаваться со следующими аргументами: тип — SOCK_SEQPACKET (передача пакетов с установкой соединения), протокол — NSPROTO_SPX.